# 산투 일데폰소 성당
산투 일데폰소 성당(포르투갈어: Igreja de Santo Ildefonso)은 포르투갈 포르투의 바탈랴 광장(Batalha Square) 근처에 있는 18세기 성당이다.
1739년에 완공된 이 성당은 원형 바로크 양식으로 지어졌으며 이탈리아 예술가 니콜라우 나소니(Nicolau Nasoni)의 제단화와 1932년에 아줄레주 타일로 마감한 외관이 특징이다. 이 성당의 이름은 톨레도의 주교인 일데폰소스(Ildephonsus of Toledo)의 서고트를 기리기 위해 657년부터 667년 그가 사망할 때까지 붙여졌다.